# R.O.O.T.S.
R.O.O.T.S. (Route of Overcoming the Struggle) ist das zweite Studioalbum des US-amerikanischen Rappers Flo Rida, das im März 2009 erschien.

## Entstehung und Veröffentlichung
Die Erstveröffentlichung von R.O.O.T.S. erfolgte am 23. März 2009 bei Atlantic Records. Diese erschien zunächst als Digitalausführung mit vier Bonustiteln. Am 30. März 2009 erschien die eigentliche Standardausführung als CD mit 13 Titeln (Katalognummer: 7567896688). Einen Tag später erschien in den Vereinigten Staaten eine digitale Deluxeausführung mit dem exklusiven Bonustitel Yayo.
Geschrieben wurden die Lieder vom Interpreten selbst, zusammen mit verschiedenen, wechselnden Koautoren. Für die Produktion der Lieder zeichneten ebenfalls wechselnde Produzenten verantwortlich, dabei waren nur Mike Caren und Oligee an zwei Produktionen beteiligt. Unter den Produzenten befinden sich namhafte Musiker wie William Adams (will.i.am), Benny Blanco, Łukasz Gottwald (Dr. Luke) oder das Produzententeam StarGate.

## Titelliste
1. Finally Here
2. Jump (feat. Nelly Furtado)
3. Gotta Get It (Dancer)
4. Shone (feat. Pleasure P)
5. Right Round (feat. Kesha)
6. R.O.O.T.S
7. Be on You (feat. Ne-Yo)
8. Mind on My Money
9. Available (feat. Akon)
10. Touch Me
11. Never
12. Sugar (feat. Wynter Gordon)
13. Rewind (feat. Wyclef Jean)

Bonustitel (Digital)
1. Low (feat. T-Pain)
2. Right Round
3. Shone
4. Right Round (Instrumental)

Bonustitel (USA)
1. Yayo

## Singleauskopplungen
| Jahr | Titel       | Höchstplatzierung, Gesamtwochen, AuszeichnungChartplatzierungen (Jahr, Titel, , Platzierungen, Wochen, Auszeichnungen, Anmerkungen) | Höchstplatzierung, Gesamtwochen, AuszeichnungChartplatzierungen (Jahr, Titel, , Platzierungen, Wochen, Auszeichnungen, Anmerkungen) | Höchstplatzierung, Gesamtwochen, AuszeichnungChartplatzierungen (Jahr, Titel, , Platzierungen, Wochen, Auszeichnungen, Anmerkungen) | Höchstplatzierung, Gesamtwochen, AuszeichnungChartplatzierungen (Jahr, Titel, , Platzierungen, Wochen, Auszeichnungen, Anmerkungen) | Höchstplatzierung, Gesamtwochen, AuszeichnungChartplatzierungen (Jahr, Titel, , Platzierungen, Wochen, Auszeichnungen, Anmerkungen) | Anmerkungen                                                                    |
| Jahr | Titel       | DE | AT | CH | UK | US | Anmerkungen                                                                    |
| ---- | ----------- | --- | --- | --- | --- | --- | ------------------------------------------------------------------------------ |
| 2009 | Right Round | DE4 Platin · (34 Wo.)DE | AT2 Gold · (42 Wo.)AT | CH2 Platin · (59 Wo.)CH | UK1 Platin · (25 Wo.)UK | US1 ×8Achtfachplatin + Gold (Mastertone) · (26 Wo.)US                                                                               | Erstveröffentlichung: 10. Februar 2009 Verkäufe: + 10.360.847; feat. Ke$ha     |
| 2009 | Shone       | — | — | — | — | US57 (1 Wo.)US | Erstveröffentlichung: 24. Februar 2009 feat. Pleasure P                        |
| 2009 | Sugar       | DE37 (9 Wo.)DE | AT28 (7 Wo.)AT | CH40 (11 Wo.)CH | UK18 Silber · (18 Wo.)UK | US5 Platin · (18 Wo.)US | Erstveröffentlichung: 17. März 2009 Verkäufe: + 1.597.847; feat. Wynter Gordon |
| 2009 | Jump        | DE27 (9 Wo.)DE | AT34 (5 Wo.)AT | — | UK21 (10 Wo.)UK | US54 (6 Wo.)US | Erstveröffentlichung: 17. Juli 2009 Verkäufe: + 500.000; feat. Nelly Furtado   |
| 2009 | Be on You   | — | — | — | UK51 (2 Wo.)UK | US19 Gold · (16 Wo.)US | Erstveröffentlichung: 6. Oktober 2009 Verkäufe: + 500.000; feat. Ne-Yo         |

## Rezeption
David Jeffries von Allmusic schrieb über das Album: „The unsurprisingly inconsistent R.O.O.T.S. is hip-hop like Nas never happened, a flash or fodder album owing more to Lady Gaga than to Public Enemy.“ Er gab 3 von 5 Sternen.
Bei den Grammy Awards 2010 wurde R.O.O.T.S. in der Kategorie Best Rap Album nominiert, unterlag jedoch Relapse von Eminem.

## Kommerzieller Erfolg

### Chartplatzierungen
| ChartsChartplatzierungen       | Höchstplatzierung | Wochen |
| ------------------------------ | ----------------- | ------ |
| Deutschland (GfK)              | 21 (9 Wo.)        | 9      |
| Österreich (Ö3)                | 21 (7 Wo.)        | 7      |
| Schweiz (IFPI)                 | 14 (15 Wo.)       | 15     |
| Vereinigte Staaten (Billboard) | 8 (21 Wo.)        | 21     |
| Vereinigtes Königreich (OCC)   | 5 (10 Wo.)        | 10     |

| ChartsJahrescharts (2009)      | Platzierung |
| ------------------------------ | ----------- |
| Vereinigte Staaten (Billboard) | 144         |

### Auszeichnungen für Musikverkäufe
| Land/Region                  | Auszeichnungen für Musikverkäufe (Land/Region, Auszeichnung, Verkäufe) | Verkäufe  |
| ---------------------------- | ---------------------------------------------------------------------- | --------- |
| Japan (RIAJ)                 | Gold                                                                   | 100.000   |
| Kanada (MC)                  | Platin                                                                 | 80.000    |
| Neuseeland (RMNZ)            | 2× Platin                                                              | 30.000    |
| Vereinigte Staaten (RIAA)    | Platin                                                                 | 1.000.000 |
| Vereinigtes Königreich (BPI) | Gold                                                                   | 100.000   |
| Insgesamt                    | 2× Gold · 4× Platin ·                                                  | 1.310.000 |

Hauptartikel: Flo Rida/Auszeichnungen für Musikverkäufe